# Pallamano Parma
La Pallamano Parma, conosciuta come Cold Point Parma per motivi di sponsorizzazione, è una squadra di pallamano con sede a Parma. 

## Palasport
La Pallamano Parma disputa le proprie gare casalinghe presso il Pala Del Bono di Parma. L'impianto è sito in via Strobel ed è gestito dal comune di Parma.

## Rosa 2022-2023
| N° | Naz.                | Ruolo | Sportivo            | Anno |  |  |
| -- | ------------------- | ----- | ------------------- | ---- |  |  |
| 1  | Italia (bandiera)   | P     | Gianmaria Leoni     | 2005 |  |  |
| 12 | Italia (bandiera)   | P     | Mattia Raimondi     | 1997 |  |  |
| 3  | Italia (bandiera)   | T     | Fabio Buratti       | 2005 |  |  |
| 4  | Serbia (bandiera)   | T     | Nebojša Vojinović   | 1990 |  |  |
| 5  | Italia (bandiera)   | A     | Riccardo Abbati     | 2002 |  |  |
| 6  | Italia (bandiera)   | T     | Luigi Pieracci      | 1984 |  |  |
| 9  | Italia (bandiera)   | A     | Luciano Carini      | 1999 |  |  |
| 10 | Italia (bandiera)   | PV    | Francesco Malagola  | 1993 |  |  |
| 15 | Italia (bandiera)   | T     | Stefano Oppici      | 1997 |  |  |
| 18 | Italia (bandiera)   | T     | Patric Maci         | 2006 |  |  |
| 19 | Italia (bandiera)   | PV    | Filippo Leoni       | 2005 |  |  |
| 20 | Bulgaria (bandiera) | A     | Aleksandar Ganev    | 2003 |  |  |
| 21 | Italia (bandiera)   | T     | Andrea Castelluzzo  | 2001 |  |  |
| 33 | Spagna (bandiera)   | T     | Alejandro Pérez     | 1996 |  |  |
|    | Italia (bandiera)   | A     | Alessandro Guatelli | 2001 |  |  |
|    | Italia (bandiera)   | T     | Matteo Portesani    | 2006 |  |  |